# Plan Amarillo

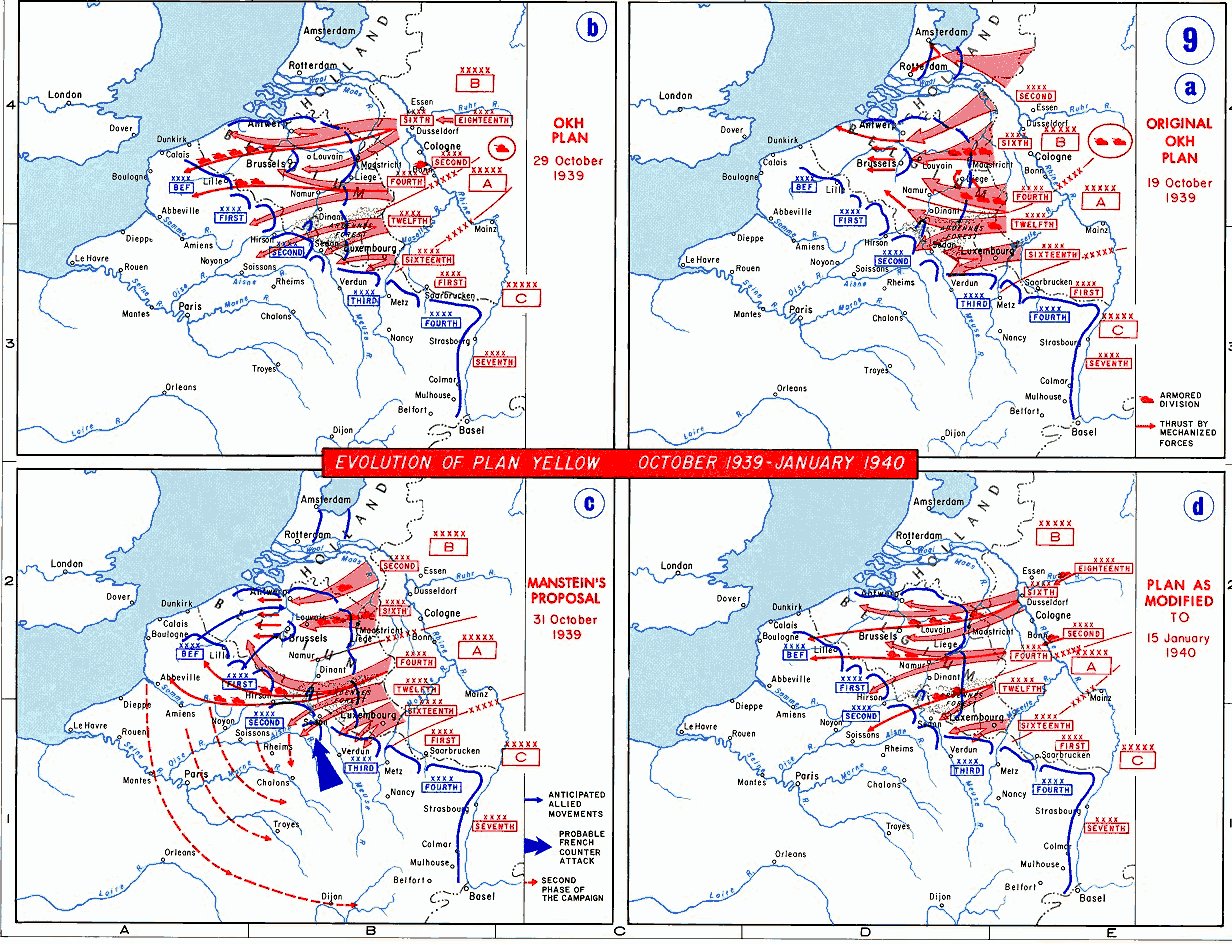
Evolución del Plan Amarillo alemán. En sentido antihorario desde arriba a la derecha: Evolución de los planes alemanes: Fall Gelb (Case Yellow), la invasión de Francia y los Países Bajos.

Plan Amarillo (en alemán Fall Gelb) fue el nombre código de la operación militar alemana que invadió Francia, los Países Bajos, Luxemburgo y Bélgica durante la Segunda Guerra Mundial. Fue pergeñado por Erich von Manstein y puesto en marcha el 10 de mayo de 1940.
A pesar de su similitud con el plan Schlieffen de la Primera Guerra Mundial, el plan establecía dos puntos de ataques; el primero sería los Países Bajos y Bélgica, para engañar y atraer el grueso de las tropas anglo-francesas hacia Bélgica; el segundo punto, que sería el ataque principal y era guardado en forma ultrasecreta por el alto mando alemán, era el bosque de las Ardenas, a la altura de Sedan, el cual sería llevado a cabo por el Grupo de Ejércitos A, comandado por Gerd von Rundstedt, y que contenía el grueso de las divisiones blindadas al mando de Hermann Hoth, Heinz Guderian, y Erwin Rommel.
Los documentos con detalles del plan cayeron en manos belgas durante el Incidente Mechelen del 10 de enero de 1940 y el plan fue revisado varias veces, cada una de las cuales dio más énfasis a un ataque del Grupo de Ejércitos A a través de las Ardenas, que redujo progresivamente la ofensiva del Grupo de Ejércitos B a través de Países Bajos a un desvío.
El plan establecía que el ataque a los Países Bajos comenzaría primero, y sería ejecutado por el Grupo de Ejércitos B, al mando de Fedor von Bock. El plan Amarillo fue ideado con el objetivo de eludir las rígidas y estáticas defensas de la línea Maginot que se extendía a lo largo de la frontera franco-alemana, al sur de ambos puntos de ataque. Sin embargo, la aparentemente inexpugnable línea defensiva francesa también fue rebasada exitosamente por un tercer ataque alemán (plan Rojo) puesto en marcha en el 5 de junio de 1940.